# Ремез південний
Ремез південний (Anthoscopus minutus) — вид горобцеподібних птахів родини ремезових (Remizidae).

## Поширення
Вид поширений в Південній Африці. Він трапляється в Анголі, Ботсвані, Намібії, ПАР та Зімбабве.

## Опис
Дрібний птах завдовжки до 8 см (один з найменших птахів Африки).

## Спосіб життя
Ремез південний мешкає у сухих саванах та рідколіссях. Живиться комахами та ягодами.